# Andoni Aiarza
Andoni Aiarza Zallo (Madrid, 12 settembre 1965) è un ex calciatore spagnolo, di ruolo difensore.

## Carriera

### Club
Cresce calcisticamente con l'Athletic Bilbao, società con cui esordisce con la squadra riserve nella stagione 1984-1985. Dopo tre anni esordisce con la prima squadra, con cui debutta nella Primera División spagnola il 29 agosto 1987 in Athletic-Maiorca (2-1).
Nell'estate 1989 passa in prestito al Valladolid dove resta due annate, per ritornare poi ai rojiblancos, con cui disputa un'altra stagione prima di essere ceduto al Rayo Vallecano, restandovi due campionati.
Dopo sette stagioni nel massimo campionato spagnolo, nel 1994 passa al Club Atlético Marbella, in Segunda División, per concludere la carriera due anni più tardi al Barakaldo.